# Districtul Dar El Beïda
Dar El Beïda este un district din provincia Alger, Algeria.